# Castelletto Geiringer

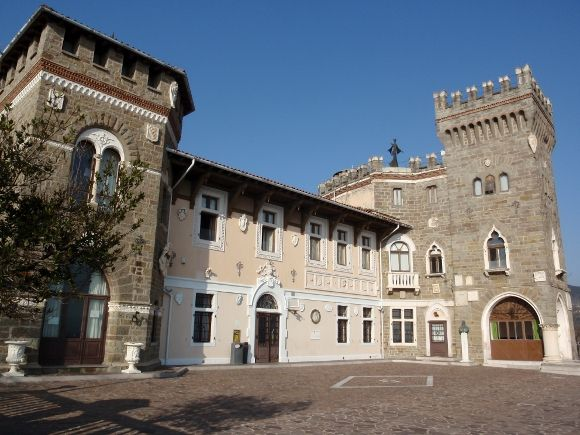
Castelletto Geiringer in Triest

Das Castelletto Geiringer, auch Villa Geiringer genannt, ist ein Landhaus in Triest in der italienischen Region Friaul-Julisch Venetien. Es liegt auf dem Gipfel des Colle di Scorcola in der Via Ovidio 49.

## Geschichte
Die Villa wurde 1896 im Auftrag und unter Leitung des Architekten Eugenio Geiringer als sein Wohnhaus auf den Resten eines früheren Gebäudes errichtet. 1980 stifteten die Erben das Anwesen dem Benediktinerkloster San Cipriano im Namen und zur unvergänglichen Erinnerung an Emilia Modiano Geiringer, die Tochter des Architekten, für gemeinnützige Zwecke.
In dem Gebäude ist heute eine Privatschule untergebracht.

## Beschreibung
Das Castelletto Geiringer steht in beherrschender Lage auf dem Gipfel des Colle di Scorcola in der Nähe der Bahnstrecke Triest–Opicina, die ebenfalls von Geiringer projektiert wurde.
Es besteht aus einem zentralen, zweigeschossigen Baukörper, dessen Fassade verputzt ist, und zwei seitlichen Türmen aus Werkstein, von denen einer mit Zinnen versehen ist. Von der Villa aus hat man einen schönen Panoramablick über den Golf von Triest.